# Neuropeptidul Y
Neuropeptidul Y (NPY) este un neurotransmițător peptidic specific sistemului nervos (SNC și SNV simpatic). Acesta reglează metabolismul organismului, și este implicat în procesul de învățare, de procesare a memoriei, și în epilepsie. Principalul său efect este creșterea aportului alimentar și scăderea activității fizice. NPY este secretat de hipotalamus, și, în plus față de creșterea ingestiei de alimente, crește cantitatea de energie stocată sub formă de lipide, și blochează semnalele nociceptive ajunse la creier. NPY mărește efectele vasoconstrictoare ale neuronilor noradrenergici.

## Functii

### Aportul alimentar
Au fost efectuate studii privind relația dintre aportul alimentar și concentrația NPY, fiind folosite atât NPY exogen, cât și un agonist al NPY, cum este dexametazona, care au fost injectate fie în ventriculul al treilea, fie la nivelul hipotalamusului cu o canulă. Mai mult, aceste studii demonstrează în unanimitate, că stimularea activității NPY-ergice crește aportul alimentar. În urma blocării receptorilor NPY (Y1 și Y5) scade aportul alimentar. Efectele nu sunt de lungă durată, organismul având o capacitate excelentă de a regla și a normaliza concentrațiile anormale de NPY și, prin urmare, consumul de alimente.
Ca urmare a aportului alimentar, creste concentrația insulinei in ser. Odată cu creșterea acesteia, are loc creșterea tesutului adipos, care stimulează secreția de leptină. Leptina secretată ajunge la hipotalamus, unde aceasta inhibă secreția de NPY, inhibând astfel aportul alimentar. Invers, scăderea glicemiei inhibă secreția de leptină, ceea ce duce la creșterea secreției de NPY, si respectiv, a aportului alimentar.
Dereglări ale acestei bucle feed-back a NPY pot duce la tulburări precum obezitatea sau anorexia.

### Alte functii
- Facilitează procesul de memorare;
- Vasoconstrictie periferica;
- (asupra SNC) efect anxiolitic;
- Scade termogeneza.